# Neilreichia
Neilreichia (Zeitschrift für Pflanzensystematik und Floristik Österreichs) ist eine österreichische wissenschaftliche Zeitschrift für Botanik, die seit dem Jahr 2001 als Nachfolgerin der Florae Austriacae Novitates (1994–2000) jährlich erscheint. Herausgeber ist der Verein zur Erforschung der Flora Österreichs, der sie an seine Mitglieder sowie an Abonnenten verteilt.
Die Zeitschrift ist nach dem bedeutenden österreichischen Botaniker August Neilreich benannt, dem Verfasser von für die Floristik Österreichs grundlegenden Werken wie „Flora von Wien“ (1846) und „Flora von Nieder-Oesterreich“ (1857–1858). Die Zeitschrift veröffentlicht wissenschaftliche Originalarbeiten auf Deutsch oder Englisch zu den Themenbereichen Taxonomie, Chorologie und Floristik der wildwachsenden Gefäßpflanzen Österreichs und seiner unmittelbaren Nachbargebiete. Darüber hinaus werden fallweise verwandte Themen wie Vegetationsökologie, Ökomorphologie, Naturschutzforschung, Karyologie, Phylogenetik, Populationsgenetik, Populationsbiologie, Ethnobotanik und Geschichte der Botanik in Österreich behandelt. Nach Ablauf einer Frist von einem Jahr wird der Inhalt der Neilreichia-Bände auf den Internet-Seiten des Vereins sowie via ZOBODAT und Zenodo online frei zugängig gemacht.